# Anacleto Sima Ngua
Anacleto Sima Ngua (* 2. Juni 1936 in Mitemleté; † 30. Juni 2018 in Malabo) war ein äquatorialguineischer Geistlicher und römisch-katholischer Bischof von Bata. 

## Leben
Anacleto Sima Ngua empfing am 24. Juni 1963 die Priesterweihe.
Papst Johannes Paul II. ernannte ihn am 19. November 1982 zum Bischof von Bata. Der Papst persönlich spendete ihm am 6. Januar des nächsten Jahres die Bischofsweihe; Mitkonsekratoren waren die Kurienerzbischöfe Eduardo Martínez Somalo, Substitut des Staatssekretariates, und Duraisamy Simon Lourdusamy, Sekretär der Kongregation für die Evangelisierung der Völker. Er war von 1992 bis 2000 Präsident der Bischofskonferenz von Äquatorialguinea.
Am 11. Mai 2002 nahm Papst Johannes Paul II. seinen vorzeitigen Rücktritt an.